# Склонность к подтверждению своей точки зрения
Склонность к подтверждению своей точки зрения (англ. confirmation bias), или предвзятость подтверждения — тенденция человека искать и интерпретировать такую информацию или отдавать предпочтение такой информации, которая согласуется с его точкой зрения, убеждением или гипотезой. Разновидность когнитивного искажения и систематической ошибки индуктивного мышления. Эффект проявляется сильнее в отношении эмоционально значимых вопросов и глубоко укоренившихся убеждений. Люди также склонны интерпретировать неоднозначные свидетельства таким образом, чтобы поддерживалась их точка зрения.
Предвзятым поиском, толкованием и запоминанием объясняются такие эффекты, как эффект поляризации взглядов (когда разногласия становятся ещё сильнее, несмотря на то, что сторонам были представлены одни и те же свидетельства), эффект стойкости убеждения (англ. belief perseverance, когда мнение сохраняется даже тогда, когда поддерживающие его свидетельства были опровергнуты), эффект первичности (англ. primacy effect, склонность отдавать предпочтение информации, полученной первой), иллюзорная корреляция (склонность видеть взаимосвязь между двумя явлениями или ситуациями там, где её нет).
Ряд экспериментов, проведённых в 1960-х годах, показал, что люди склонны подтверждать имеющиеся у них убеждения. Последующие исследования дали основания пересмотреть эти результаты и выдвинуть идею о склонности людей проверять их гипотезы и фокусировать внимание только на одной возможности и игнорировать альтернативные либо менее соответствующие их интересам. В некоторых ситуациях эта тенденция может искажать выводы людей. Объяснениями наблюдаемых когнитивных искажений могут быть эффект принятия желаемого за действительное и ограниченная способность человека перерабатывать информацию. Ещё одно объяснение заключается в том, что люди скорее склонны оценивать возможные потери от признания своей неправоты, вместо того чтобы рассматривать ситуацию в нейтральном, научном стиле.
Склонность к подтверждению влияет на излишнюю самоуверенность человека в собственных суждениях и может поддерживать и усиливать убеждения при получении доказательств обратного. Эти когнитивные искажения находят отражение в плохих решениях, принимаемых в политическом и организационном контекстах.

## Типы
Склонность к подтверждению — эффекты обработки информации, которые отличаются от эффекта поведенческого подтверждения; их также называют «самоисполняющееся пророчество», когда поведение под влиянием ожиданий приводит к тому, что эти ожидания оправдываются. Некоторые психологи используют термин «склонность к подтверждению» для тенденции избегать отвержения убеждений (верований) при поиске, интерпретации или припоминании доказательств. Другие психологи ограничивают использование этого термина выборочным поиском информации.

### Предвзятый поиск информации

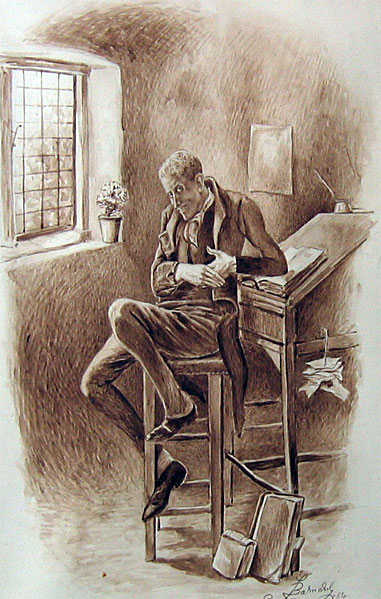
Склонность к подтверждению описывалась как внутренний «поддакиватель», воспроизводящий убеждения человека, как у персонажа Чарльза Диккенса Урии Хипа.

Эксперименты неоднократно показывали, что люди имеют тенденцию оценивать ту или иную гипотезу однобоко, ища доказательства, согласующиеся с их текущей гипотезой. Вместо того чтобы искать с помощью всех имеющихся доказательств, они формулируют вопрос таким образом, чтобы получить утвердительный ответ, поддерживающий их гипотезу. Они ищут последствия, которых бы ожидали, если бы их гипотеза была правильной, вместо тех, которые наступили бы, если бы она была ошибочной. Например, при использовании вопросов формата «да/нет» для того, чтобы узнать число, которым, как предполагает человек, является числом «три», он может спросить: «Это нечётное число?» Люди предпочитают такой тип вопросов, называемый «положительным тестом», даже если отрицательный тест, например, вопрос «Это чётное число?», предоставит абсолютно такую же информацию. Однако это не означает, что люди ищут «тесты», которые гарантируют положительный ответ. В исследованиях, где участники могли выбрать или такие «псевдотесты», или настоящие диагностические, они предпочитали диагностические.
Предпочтение «положительных тестов» само по себе не является предубеждением, поскольку они также могут быть весьма информативными. Однако в сочетании с другими эффектами такая стратегия может подтвердить имеющиеся убеждения или предположения, независимо от того, являются ли они правильными. В реальном мире доказательства часто сложные и смешанные. Например, противоречивые мнения об одном и том же лице могут быть подтверждены, если фокусироваться на различных аспектах его или её поведения. Поэтому поиск доказательств в подтверждение имеющейся гипотезы, скорее всего, будет успешным. Формулировка вопроса может существенно изменить ответ: в частности, люди, которым задали вопрос «Вы довольны вашей личной жизнью?», показывают больший уровень удовлетворённости, чем те, кого спросили «Вы не довольны Вашей личной жизнью?».
Даже маленькое изменение в формулировке вопроса может влиять на то, как люди ищут ответы среди имеющейся информации, а следовательно — и на выводы, к которым они приходят. Это было продемонстрировано на примере вымышленного дела об опеке над ребёнком. Участники прочитали, что один из родителей (A) был в средней степени способен к выполнению функций опекуна по многим критериям. Второй из родителей (B) имел смесь ярко выраженных хороших и плохих черт: близкие отношения с ребёнком, но работу, которая требовала командировок на длительное время. Когда респондентам задавали вопрос о том, «кто из родителей должен получить опеку над ребёнком?», большинство участников ответило, что B, учитывая преимущественно положительные черты. Однако когда задали вопрос о том, «кому из родителей следует отказать в опеке над ребёнком?», они оценивали уже отрицательные черты, и большинство ответило, что B следует отказать, что намекало, что опека должна быть предоставлена A.
Похожие исследования продемонстрировали, как люди предвзято занимаются поиском информации, но также то, что этот феномен может ограничиваться предоставлением преимущества настоящим диагностическим тестам. В начальном эксперименте участники оценивали другого человека по категориям личности по шкале «интроверсия — экстраверсия» на основе интервью. Они могли выбрать вопросы для интервью из предоставленного перечня. Когда человека, у которого брали интервью, представляли как интроверта, участники выбирали вопросы, которые предусматривали интроверсию, например: «Что вам неприятно в шумных вечеринках?» Когда же такого человека представляли как экстраверта, почти все вопросы предусматривали экстраверсию, например: «Что бы Вы сделали для улучшения скучной вечеринки?» Эти вопросы с подтекстом не позволяли (или давали мало шансов) человеку, у которого брали интервью, опровергнуть гипотезу о себе. В более поздней версии эксперимента участникам предоставлялся менее жёсткий перечень вопросов для выбора, например: «Почему Вы уклоняетесь от социального взаимодействия?». Участники предпочитали такие в большей степени диагностические вопросы, демонстрируя лишь слабое предубеждение в пользу положительных тестов. Эта тенденция к предпочтению более диагностических тестов была подтверждена и другими исследованиями.
Черты личности влияют и взаимодействуют с процессом предвзятого поиска информации. Люди различаются в своих способностях защищать свои отношения от внешнего воздействия в части селективного восприятия. Селективное восприятие имеет место, когда люди ищут информацию, которая скорее соответствует, а не противоречит их личным убеждениям. Был проведён эксперимент, изучавший, в какой степени люди могут опровергать доказательства, противоречащие их личным убеждениям. Для формулировки доказательств более уверенные люди с большей готовностью ищут информацию, которая противоречит их личному мнению. Неуверенные люди не ищут противоречивую информацию и предпочитают информацию, поддерживающую истинность их собственного мнения. Люди создают и оценивают показания в доказательствах, которые являются предвзятыми в пользу их собственных убеждений и мнений. Более высокие уровни уверенности снижают степень предпочтения информации, поддерживающей собственные убеждения.
В другом эксперименте участники должны были выполнить сложную задачу по поиску правил, включавшему движение объектов с помощью компьютерного моделирования. Объекты на экране компьютера двигались по определённым правилам, а участники должны были их выяснить. Участники могли «выстреливать» по экрану для проверки их гипотез. Однако, несмотря на многочисленные попытки в течение 10-часового эксперимента, никто из участников не угадал правила системы. Они преимущественно пытались подтвердить, а не опровергнуть свои гипотезы и не хотели рассматривать альтернативы. Даже после получения объективных свидетельств, противоречащих их гипотезам, они часто повторяли те же тесты. Некоторым участникам сообщили о правильном образе тестирования гипотез, однако эти знания не имели почти никакого влияния на их действия.

### Предвзятая интерпретация
«Умные люди верят в странные вещи, поскольку они имеют опыт защиты убеждений, к которым пришли по неразумным причинам».
Склонность к подтверждению не ограничена поиском доказательств. Даже если два человека имеют одинаковую информацию, предвзятой может быть её интерпретация.
Команда в Стэнфордском университете провела эксперимент с участниками, имеющими сильные убеждения по вопросу смертной казни (половина участников — «за» и половина — «против»). Каждый участник читал описание двух исследований: сравнение штатов США с и без смертной казни и сравнение количества убийств в штате до и после введения смертной казни. После того как участники прочитали краткое описание каждого исследования, их спрашивали, не изменились ли их убеждения. После того они читали более полное описание процедуры проведения каждого из исследований и должны были оценить, было ли исследование правильно проведено и убедительно. На самом деле оба исследования были придуманы, при этом половине участников сообщили, что первое из исследований поддерживает наличие эффекта сдерживания, а второе — отрицает его, а второй половине участников сказали наоборот.
Участники (и сторонники, и противники смертной казни) сообщили о небольшом изменении своих отношений в направлении выводов первого исследования, которое они прочитали. После того как они прочитали более детальное описание процедур двух исследований, почти все вернулись к своим первоначальным убеждениям, несмотря на представленные доказательства, указывая на детали, которые поддерживали их точку зрения, и отвергая всё, что ей противоречило. Участники описали исследования, поддерживавшие их точку зрения, как более надёжные, чем те, что ей противоречили, с указанием деталей, почему они так считают. Например, сторонник смертной казни, описывая исследование, которое якобы отрицало эффект сдерживания, написал: «Исследование не покрывает достаточно длительного периода времени», тогда как противник её применения о том же исследовании сказал следующее: «Существенных доказательств, которые бы противоречили исследователям, не приведено». Результаты продемонстрировали, что люди устанавливают высокие стандарты для доказательств гипотезы, противоречащей их имеющимся убеждениям или ожиданиям. Этот эффект, известный как «склонность к отсутствию подтверждения», был доказан и другими экспериментами.

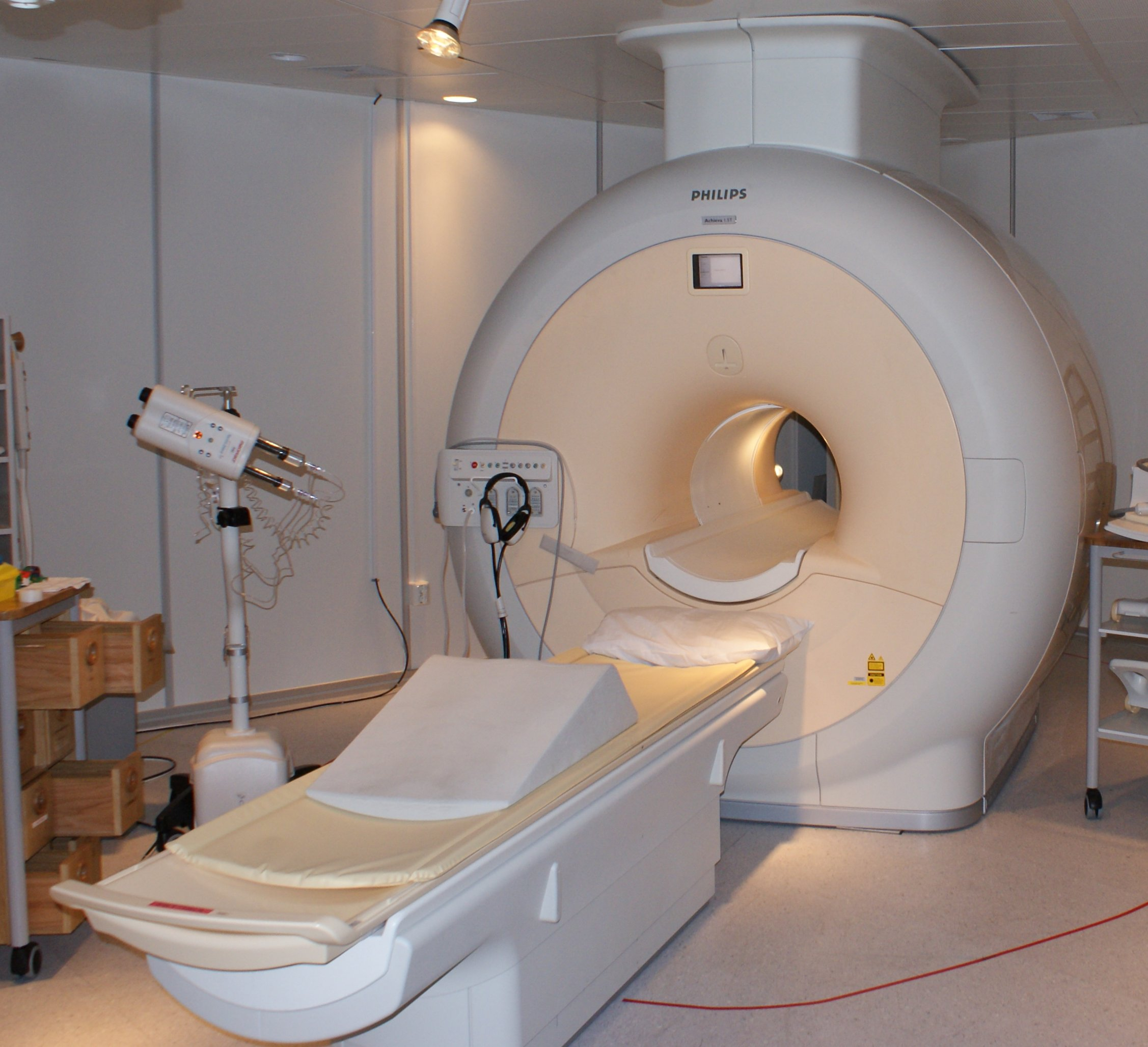
Сканирование с помощью МРТ позволило исследователям изучать, как мозг человека реагирует на неприемлемую информацию.

Другое исследование предвзятой интерпретации осуществлялось в течение кампании по выборам президента США 2004 года и включало участников, которые были сильными сторонниками какого-либо из кандидатов. Этим участникам показали противоречивые на вид пары утверждений или от кандидата-республиканца Джорджа Буша, или от кандидата-демократа Джона Керри, или от политически нейтральной публичной фигуры. Им также предоставили утверждения, которые объясняли или устраняли эту противоречивость. На основе этих трёх элементов информации участники должны были решить, является ли утверждение непоследовательными:1948. В результате была получена существенная разница в оценках, когда участники с гораздо большей вероятностью оценивали утверждение «чужого» кандидата как противоречивые:1951.
В этом эксперименте участники предоставляли свои оценки, находясь в МРТ, который отслеживал активность их мозга. Когда участники оценивали противоречивые утверждения своего кандидата, были возбуждены эмоциональные центры мозга. А при оценке других утверждений такого не происходило. Экспериментаторы предположили, что различные реакции на утверждение поступали не из-за пассивных ошибок в суждениях, а потому, что участники активно уменьшали когнитивный диссонанс, вызванный тем, что они прочитали об иррациональном или лицемерном поведении их любимого кандидата.
Предубеждения при интерпретации убеждений очень устойчивы, независимо от уровня интеллекта. Участники эксперимента сдали тест SAT (тест на поступление в колледж в США) для оценки их уровня интеллекта. После теста они ознакомились с информацией о безопасности автомобилей, в которой экспериментаторами была изменена страна происхождения авто. Участники из США высказывали своё мнение об автомобилях, которые должны быть запрещены в стране, по шестибалльной шкале, где «один» означало «однозначно да», а «шесть» — «точно нет». Сначала участники оценивали, выпустили ли бы они опасную немецкую машину на улицы Америки и опасную американскую машину на улицы Германии. Участники отметили, что опасную немецкую машину в Америке следует запретить быстрее, чем опасную американскую машину в Германии. Разница в уровне интеллекта не играла никакой роли в том, какой балл участники ставили запрету машины.
Предвзятая интерпретация не ограничивается эмоционально важными темами. В другом эксперименте участникам рассказали историю о краже. Они имели возможность оценить важность доказательств показания за или против вины определённого лица. Когда они делали предположения о виновности, то оценивали утверждения, поддерживавшие их гипотезу, как более важные, чем те, которые им противоречили.

### Предвзятая память
Даже если люди собирают и интерпретируют информацию нейтральным образом, они всё равно могут её помнить выборочно для усиления своих ожиданий. Этот эффект называется «селективное припоминание», «подтверждающая память» или «память по доступу». Психологические теории относительно селективного припоминания различаются. Теория схем предусматривает, что информация, которая соответствует предыдущим ожиданиям, легче запоминается и сохраняется, чем информация, которая им не соответствует. Некоторые альтернативные подходы считают, что неожиданная информация выделяется и поэтому запоминается. Постулаты обеих этих теорий были подтверждены в различных экспериментальных условиях, а потому ни одна из теорий пока не получила преимуществ.
В одном из исследований участники читали информацию о женщине, которая имела смесь экстравертивного и интровертивного поведения, после чего они должны были вспомнить примеры её экстраверсии и интроверсии. Одной группе сказали, что это необходимо для оценки её пригодности на должность библиотекаря, а другой — для должности риелтора. В результате была получена существенная разница между тем, что вспоминали две этих группы: первая вспоминала больше интровертивных примеров, а вторая — примеров экстраверсии.
Эффект селективного припоминания также был продемонстрирован в экспериментах, которые манипулируют привлекательностью типа личности. В одном из таких экспериментов одной группе участников привели доказательства, что экстраверты более успешны, чем интроверты, а второй группе — наоборот. В следующем, формально не связанном с первым, исследовании обе группы попросили вспомнить события из своей жизни, когда они вели интровертивно или экстравертивно. Каждая из групп предоставила больше примеров, связанных с более привлекательным типом, и вспоминала такие случаи скорее.
Изменения эмоционального состояния также могут влиять на припоминание. Участники оценивали, как они чувствовали себя, когда впервые узнали, что О. Джей Симпсон был оправдан по обвинению в убийстве. Они описывали свои эмоциональные реакции и уровень уверенности в вердикте через одну неделю, два месяца и один год после суда. Результаты указывали на то, что оценка участников относительно вины Симпсона менялась с течением времени. Чем больше было изменений мнений участников по вердикту, тем менее стабильными были их воспоминания по их первичным эмоциональным реакциям. Когда участники вспоминали свои первичные эмоциональные реакции через два месяца и через год, их оценка прошлой реакции была очень похожа на их оценку текущей реакции. Люди демонстрируют довольно значительное подтверждающее предубеждение при обсуждении их мнений относительно спорных вопросов. Припоминание и построение опыта пересматриваются в зависимости от соответствующих эмоциональных состояний.
Склонность к подтверждению влияет на точность припоминания. В одном из исследований вдовы и вдовцы оценивали силу их скорби через шесть месяцев и через 5 лет после смерти их мужа или жены. Участники отметили более высокую степень скорби через 6 месяцев по сравнению с 5 годами. Однако когда через 5 лет их спросили, как они чувствовали себя через 6 месяцев после смерти их второй половины, сила скорби, которую они вспомнили, имела высокую корреляцию с их текущими ощущениями. Было сделано предположение, что эмоциональные воспоминания вспоминаются с учётом текущего эмоционального состояния, то есть люди, вероятно, используют текущее эмоциональное состояние для анализа того, как они чувствовали себя в прошлом.
Ещё одно исследование показало, как выборочное припоминание может поддерживать убеждения (веру) в экстрасенсорное восприятие. Людям, которые верили и не верили в такое восприятие, показали описание экспериментов с экстрасенсорным восприятием. Половине участников в каждой из этих двух групп сказали, что экспериментальные результаты подтверждают существование такого восприятия, а половине — нет. После этого при тестировании большинство участников правильно вспоминало показанный им материал, кроме веривших, прочитавших доказательства его несуществования. Эта группа помнила значительно меньше приведённой информации, а некоторые ещё и неправильно вспоминали результаты как поддерживающие экстрасенсорное восприятие.

## Связанные эффекты

### Поляризация мнений
Когда люди с противоположными взглядами интерпретируют новую информацию предвзято, их взгляды могут разойтись ещё сильнее. Это называется «поляризацией отношений». Эффект был продемонстрирован в эксперименте, в котором вытягивались ряды красных и чёрных шариков из одного или другого скрытых ящиков. Участники знали, что один из ящиков содержал 60 % чёрных и 40 % красных шариков, а другой — 40 % чёрных и 60 % красных. Экспериментаторы наблюдали, что происходило, когда шарики разных цветов вытягивались по очереди, то есть в последовательности, не дающей «преимущества» какому-либо из ящиков. По мере извлечения каждого шарика участников одной из групп просили вслух называть свои суждения относительно вероятности, что шарик был извлечён из одного или другого ящика. И эти участники становились всё более уверенными в своих оценках с каждым последующим шариком — независимо от того, считали ли они, что шарик был с большей вероятностью извлечён из ящика с 60 % чёрных или ящика с 60 % красных шариков, их оценка вероятности росла. Другую группу участников попросили отметить оценку вероятности того, из какого ящика была извлечена серия шариков, только по завершении последовательности. Они не продемонстрировали эффекта поляризации, что свидетельствует, что он не обязательно возникает, когда люди просто имеют противоположные оценки, а имеет место лишь тогда, когда они открыто их называют.

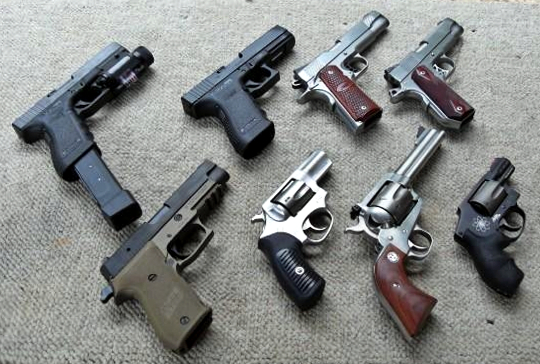
Сложившееся мнение по вопросу о владении оружием может повлиять на то, как человек интерпретирует новые сведения в этой области.

Менее абстрактным исследованием был Стэнфордский эксперимент[уточнить] с предвзятой интерпретацией, в котором участники с ярко выраженными позициями относительно смертной казни знакомились со смешанными экспериментальными свидетельствами. Двадцать три процента участников сообщили, что их убеждения усилились, и такое изменение сильно коррелировало с их начальными отношениями. В более поздних экспериментах участники также сообщали, что их мысли становились более резкими после получения неоднозначной информации, однако сравнение их отношений до и после получения новых свидетельств не показало существенных изменений, что может свидетельствовать о том, что самостоятельно оценённые изменения могут на самом деле не существовать. На основе этих экспериментов Дианна Кун и Джозеф Лао сделали вывод, что поляризация является настоящим феноменом, однако далека от неизбежности и случается только в небольшом количестве случаев. Они выяснили, что такое предубеждение побуждается не только рассмотрением смешанных свидетельств, но и просто размышлениями над таким вопросом.
Чарльз Табер и Мильтон Лодж доказывали, что результат стэнфордской команды было трудно воспроизвести, поскольку доказательства, использованные в последующих экспериментах, были очень абстрактными или неясными для получения эмоциональной реакции. Исследование Табера и Лоджа использовало эмоционально острые для США темы контроля за оружием и позитивной дискриминации. Они измеряли отношение участников этих исследований к этим вопросам до и после чтения доказательств с каждой стороны дискуссии. Две группы участников продемонстрировали поляризацию отношений: люди с сильными предварительным мнениями по этим вопросам и политически подкованные. В части этого исследования участники выбирали, какие источники информации читать, из перечня, подготовленного учёными. Например, они могли читать доказательства по вопросу контроля за оружием от Национальной стрелковой ассоциации и коалиции Брейди против оружия. Даже после инструктажа о необходимости быть нейтральными участники всё равно с большей вероятностью выбирали те доказательства, которые поддерживали их имеющиеся отношения. Такой предвзятый поиск информации коррелировал с эффектом поляризации.
«Эффект обратного результата» — термин, применяемый для ситуации, когда при показаниях против их убеждений люди могут отбросить эти показания и стать более уверенными. Термин был впервые использован Брэндоном Нианом и Джейсоном Райфлером.

### Сохранение дискредитированных убеждений
«Убеждения могут выдержать самые сильные логические или эмпирические возражения. Они могут пережить и даже усилиться на основе доказательств, которые, по мнению большинства беспристрастных наблюдателей, должны такие убеждения ослабить. Они даже могут пережить полное уничтожение их исходной доказательной базы».
Склонности к подтверждению могут быть использованы для объяснения, почему некоторые убеждения остаются, когда их начальные доказательства исчезают. Такая продолжительность существования убеждений была продемонстрирована в серии экспериментов, которые использовали так называемую «парадигму доклада»: (1) участники читают о ненастоящих доказательствах гипотезы, измеряется изменение их отношения; (2) после этого им подробно объясняют, в чём была подделка доказательств («развенчивают»), и снова измеряют изменение их отношения, чтобы увидеть, вернулись ли их воззрения на начальный уровень.
Общий результат для этих экспериментов — по крайней мере часть исходного убеждения остаётся после такого «развенчания». В одном из экспериментов участников просили различить настоящие и поддельные записки самоубийц. Ответы учёных на мнения участников эксперимента давались случайным образом: части из них говорили, что они хорошо угадали, части — что плохо. И даже после того, как участникам подробно рассказали об эксперименте и случайности ответов, участники всё равно оставались под влиянием данных им ответов: они продолжали думать, что они лучше или хуже среднего справляются с такими задачами, — в зависимости от того, какой ответ они получили изначально.
В другом исследовании участники читали оценки работы двух пожарных и их реакции на тест по неприятию риска. Эти данные были сфабрикованы таким образом, чтобы показывать отрицательную или положительную корреляцию: части участников предоставили информацию, что пожарный, который любит рисковать, имел большие успехи, чем осторожный, некоторым — наоборот. Даже если бы эти данные были настоящими, две оценки являются очень плохим научным доказательством, чтобы делать выводы обо всех пожарных. Однако для участников они были субъективно убедительны. Когда же участникам сказали, что данные были придуманы, их вера в связь уменьшилась, однако осталась на уровне около половины первоначального эффекта. Интервью после эксперимента подтвердили, что участники поняли «развенчание» и восприняли его всерьёз; они ему верили, однако отвергали эту информацию как не согласующуюся с их личными убеждениями.

### Предпочтение более ранней информации
Эксперименты показали, что информация имеет больший вес, если она получена раньше, даже когда порядок её получения не важен. Например, люди формируют более положительные впечатления о ком-либо как «разумном, трудолюбивом, импульсивном, критическом, упрямом, завистливом», чем когда те же характеристики представлены в обратном порядке. Этот эффект «иррациональной первичности» независим от эффекта первичности, когда более ранние элементы (слова) в последовательности оставляют больший след в памяти. Одним из объяснений этого эффекта является предвзятая интерпретация: когда человек видит первоначальное доказательство (свидетельство), оно формирует рабочую гипотезу, влияющую на то, как она интерпретирует всю последующую информацию.
В одной из демонстраций иррациональной первичности использовались цветные жетоны, которые были «вытянуты» из двух ящиков. Участникам говорили о распределении цветов в этих ящиках и просили оценить вероятность того, что жетон был извлечён из каждого из этих ящиков. На самом деле жетоны были расположены в специальном порядке: «вытягивание» первых тридцати производилось из первого ящика, а следующих тридцати — из второго. Последовательность в целом была нейтральной, поэтому логично, что оба ящика были одинаково вероятны. Однако после 60 «вытягиваний» участники эксперимента предпочитали тот ящик, который чаще фигурировал в первых 30 «вытягиваниях».
Другой эксперимент включал слайд-шоу одного и того же объекта, которое сначала шло очень размыто с улучшением фокуса в каждом следующем слайде. После каждого слайда участники должны были высказать свою догадку относительно изображённого объекта. Участники, чьи первые догадки были неправильными, настаивали на этих догадках, даже когда картинка уже была настолько сфокусирована, что другие люди легко узнавали этот предмет.

### Иллюзорная связь между событиями
Иллюзорная корреляция — тенденция видеть связи в наборе данных, которые на самом деле отсутствуют. Эта тенденция впервые была продемонстрирована в серии экспериментов в конце 1960-х годов. В одном из экспериментов участники читали несколько материалов практических психологических исследований, которые включали ответы на тест Роршаха. Они сделали вывод о том, что гомосексуалы имеют большую склонность видеть в фигурах теста ягодицы или другие сексуально двусмысленные фигуры, чем гетеросексуалы. На самом деле все эти материалы исследований были полностью выдуманы, а в одной из версий эксперимента из материалов вообще получалось, что гомосексуалы видят такие фигуры в тестах менее часто, чем гетеросексуалы. В опросе группа опытных психоаналитиков повторила те же иллюзорные выводы о связи между реакцией на рисунки и гомосексуальностью.
Другое исследование в течение 15 месяцев записывало симптомы пациентов с артритом и погодные условия. Почти все пациенты сообщили, что их боли были связаны с погодными условиями, хотя реальная корреляция была равна нулю.
Этот эффект является типом искривлённой (предвзятой) интерпретации, когда объективно нейтральные или отрицательные доказательства интерпретируются для поддержки имеющихся убеждений. Он также связан с предубеждениями в поведении по проверке гипотез. При оценке связи двух событий, вроде болезни и плохой погоды, люди сильно полагаются на количество позитив-позитивных случаев: в данном примере — когда одновременно имели место боль и плохая погода. Они обращают относительно мало внимания на другие виды наблюдений (отсутствие боли и (или) хорошую погоду). Это похоже на ожидание хороших результатов при проверке гипотезы, но может также свидетельствовать о селективном припоминании, когда люди чувствуют, что два события связаны, поскольку так легче вспоминать случаи, когда они происходили одновременно.

## История

### Неформальные наблюдения

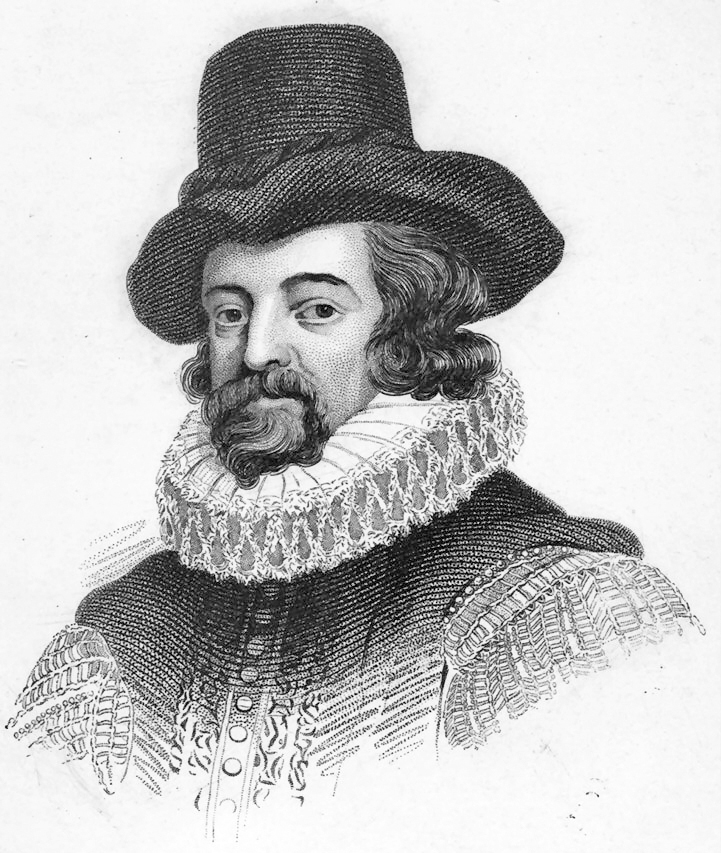
Фрэнсис Бэкон

Задолго до психологических исследований склонности к подтверждению упоминания об этом феномене можно найти у писателей, например, у древнегреческого историка Фукидида (ок. 460 до н. э. — ок. 395 до н. э.), итальянского поэта Данте Алигьери (1265—1321), английского философа и учёного Фрэнсиса Бэкона (1561—1626) и русского писателя Льва Толстого (1828—1910). Фукидид в «Истории Пелопоннесской войны» писал: «… потому что это привычка человечества — подвергаться бездумной надежде на то, чего они хотят, и использовать собственные суждения, чтобы отбросить то, что им не нравится». В поэме «Божественная комедия» святой Фома Аквинский даёт совет Данте, когда они встречаются в Раю: «те, кто быстро формирует собственное мнение, могут ошибиться, и тогда привязанность к собственному мнению связывает и заключает ум».
Бэкон в работе «Новый Органон» написал:
Понимание человека, когда он уже пришёл к какой-то мысли … притягивает все вещи для её поддержки и согласования с ней. И хотя существует большое количество и вес аргументов с другой стороны, ими он пренебрегает или презирает или по каким-то признакам отставляет или отвергает.
Бэкон писал, что предвзятая оценка доказательств движет «всеми предрассудками, в астрологии, снах, знамениях, божественной справедливости и другому».
В эссе «Что есть искусство?» Л. Н. Толстой написал:
Я знаю, что большинство не только считающихся умными людьми, но действительно очень умные люди, способные понять самые трудные рассуждения научные, математические, философские, очень редко могут понять хотя бы самую простую и очевидную истину, но такую, вследствие которой приходится допустить, что составленное ими иногда с большими усилиями суждение о предмете, суждение, которым они гордятся, которому они поучали других, на основании которого они устроили всю свою жизнь, — что это суждение может быть ложно.

## Исследование Вейсона по тестированию гипотез
Сам термин «склонность к подтверждению» был предложен английским психологом Питером Вейсоном. В эксперименте, результаты которого были опубликованы в 1960 году, он потребовал от участников сформулировать правило, которое бы касалось троек чисел. В начале им сказали, что тройка (2,4,6) соответствует правилу. Участники могли предлагать собственные тройки, а экспериментатор сообщал им, соответствует такая тройка правилу или нет.
Хотя в действительности правило звучало как «любая восходящая последовательность», участникам было очень трудно его отгадать. При этом они часто предлагали более сложные правила, например: «второе число является средним между первым и третьим». Участники проверяли только тройки на положительный пример, то есть те, которые соответствовали их гипотезе относительно правила. Например, если они думали, что правило звучит как «следующее число на две единицы больше, чем предыдущее», то предлагали тройку, которая ему отвечала, например (11,13,15), а не тройку, которая ему противоречила, например (11,12,19).
Вейсон верил в фальсификационизм, согласно которому научное тестирование гипотезы — это серьёзная попытка её опровергнуть, и поэтому он проинтерпретировал результаты эксперимента так, что участники предпочитали подтверждение, а не опровержение, отсюда и возник термин «склонность к подтверждению». Он также использовал склонности к подтверждению для объяснения результатов своего эксперимента с задачей по выбору. В этой задаче участникам предоставили частичную информацию по набору предметов, а они должны были определить, какая дополнительная информация им нужна для того, чтобы сказать, применяется ли к этому набору условное правило («Если A, то B»). Неоднократные исследования показали, что люди очень плохо справляются с различными формами этого теста, в большинстве случаев игнорируя информацию, которая могла бы потенциально отменить правило.

### Критика Клеймана и Ха
В работе 1987 года Джошуа Клейман и Ха Ён Вон доказывали, что эксперименты Вейсона на самом деле не продемонстрировали предубеждение в пользу подтверждения. Зато они проинтерпретировали результаты как тенденцию людей делать тесты, которые согласуются с рабочей гипотезой, и назвали это «стратегией положительных тестов». Эта стратегия является примером эвристики — «короткого пути» при обсуждении, который не идеален, однако лёгок для реализации. Для своего стандарта в тестировании гипотез Клейман и Ха использовали не фальсификационизм, а байесовскую вероятность и теорию информации. Согласно этим идеям, каждый ответ на вопрос даёт разный объём информации, зависящий от имеющихся убеждений человека. Поэтому научное тестирование гипотезы — это то, что должно принести больше информации. Поскольку состав информации зависит от первоначальных вероятностей, положительный тест может быть высоко- или неинформативным. Клейман и Ха доказывали, что когда люди думают о реалистичных проблемах, то ищут конкретный ответ с невысокой первоначальной вероятностью. В этом случае положительные тесты, как правило, более информативны, нежели отрицательные. Однако в задаче Вейсона на поиск правила ответ «три числа в восходящем порядке» очень широк, поэтому положительные тесты вряд ли дадут информативные ответы. Клейман и Ха поддержали свой анализ примером эксперимента, который использовал ярлыки «DAX» и «MED» вместо «соответствует правилу» и «не соответствует правилу». Это позволило избежать предположения, что целью является найти правило с низкой вероятностью. В этой версии эксперимента участники были намного успешнее.
|  |  |  |

В свете этой и других критик фокус исследований сместился от подтверждения против опровержения к исследованию, проверяют ли люди гипотезы информативным путём или неинформативным, но положительным. Поиск «настоящей» склонности к подтверждению заставил психологов рассмотреть широкий спектр последствий обработки человеком информации.

## Объяснения
Склонность к подтверждению часто определяется как результат автоматических, непреднамеренных стратегий, а не умышленного обмана. Согласно Роберту Маккуну, большая часть предвзятой обработки информации происходит в результате комбинации «холодного» (когнитивного) и «горячего» (мотивированного, эмоционального) механизмов.
Когнитивные объяснения склонности к подтверждению основаны на ограничениях человеческой способности к обработке сложных задач и соответствующих сокращениях пути, при этом используемого, и называются эвристикой. Например, люди могут оценивать надёжность показаний, используя эвристику доступности, — то есть то, насколько легко какая идея приходит в мнение. Возможно также, что люди могут одновременно фокусироваться только на одной мысли по какому-либо вопросу, поэтому им сложно параллельно тестировать альтернативные гипотезы. Другая эвристика — стратегия положительных тестов, которую обнаружили Клейман и Ха, то есть когда люди проверяют гипотезу путём изучения тех случаев, в которых они ожидают проявление характеристики или наступления события, которое они поддерживают. Эта эвристика избегает сложной или невозможной задачи выяснить, насколько диагностическим будет каждый возможный вопрос. Однако такая эвристика не полностью надёжна, поэтому люди не видят вызовов своим имеющимся убеждениям.
Мотивационные объяснения склонности к подтверждению включают влияние желания на убеждение, что иногда называют «принятием желаемого за действительное». Известно, что люди предпочитают приятные мысли неприятным многими путями («принцип Полианны»). При применении к аргументам или источникам доказательств такое отношение может объяснить, почему с большей вероятностью верят желанным выводам. Согласно результатам экспериментов, которые манипулировали желательностью заключения, люди требуют высокого качества доказательств для неприятных идей и принимают низкий стандарт для идей, которым они предоставляют преимущество. Иными словами, для одних идей они спрашивают «Могу ли я этому верить?», а для других — «вынужден ли я этому верить?». И хотя постоянство (непротиворечивость) является желательной характеристикой отношений, чрезмерное стремление к постоянству — потенциальный источник предубеждения, поскольку оно может помешать человеку нейтрально оценивать новую, неожиданную информацию. Социальный психолог Зива Кунда соединила когнитивную и мотивационную теорию, доказывая, что мотивация создаёт предубеждение, но именно когнитивные факторы определяют его величину.
Объяснения в терминах выгод и затрат предполагает, что люди не просто нейтрально проверяют гипотезы, а оценивают «стоимость» различных ошибок. Используя идеи эволюционной психологии, Джеймс Фридрих предполагает, что при проверке гипотезы человек в первую очередь пытается избежать наиболее «затратных» ошибок, а не найти истину. Например, работодатели при собеседовании с потенциальным работником могут задавать односторонние вопросы, поскольку их фокус нацелен на выявление непригодных кандидатов. Уточнение этой теории Яковом Тропом и Акивой Либерманом предполагает, что человек сравнивает два различных типа ошибок: принятие ложной гипотезы и отвержение истинной гипотезы. Например, если кто-то недооценит честность друга, он может отнестись к нему с подозрением и потерять дружбу; переоценка его честности также может дорого обойтись, но сравнительно меньше. В таком случае рациональным выходом является искать, оценивать и помнить честность друга предвзято в отношении его корысти. Когда складывается первое впечатление о ком-либо, что он интроверт или экстраверт, вопросы, соответствующие такому впечатлению, кажутся более эмпатическими. Поэтому при разговоре с предполагаемым интровертом кажется, что демонстрацией лучших социальных навыков является вопрос: «Вы чувствуете себя неловко в социальных ситуациях?», а не «Вам нравятся шумные вечеринки?». Связь между подтверждающим предубеждением и социальными навыками была подтверждена исследованием, в котором студенты знакомились с другими людьми. Студенты с высокой степенью самомониторинга, которые были более чувствительны к своему окружению и социальным нормам, задавали в большей степени соответствующие вопросы при беседе с высокостатусными членами профессорского состава университета, чем при знакомстве с такими же студентами, как они сами.
Психологи Дженнифер Лернер и Филипп Тетлок выделяют два разных вида процесса мышления. Пояснительное мышление нейтрально рассматривает различные точки зрения и пытается предусмотреть все возможные возражения к определённой позиции, а подтверждающее мышление пытается оправдать (подтвердить) определённую точку зрения. Лернер и Тетлок считают, что когда люди ожидают, что им потребуется обосновать свою позицию другим людям, чья позиция им уже известна, они имеют тенденцию принимать позицию, похожую на позицию этих людей, а затем используют подтверждающее мышление для усиления собственной позиции. Однако если внешняя сторона чрезмерно агрессивная или критическая, люди полностью отказываются от рассуждения и просто пытаются установить свою позицию без обоснования. Лернер и Тетлок утверждают, что люди заставляют себя думать критически и логически только тогда, когда они знают заранее, что им надо будет объяснять свои мысли другим хорошо информированным людям, которые действительно заинтересованы в истине и чьи взгляды они ещё не знают. Поскольку все эти условия редко совпадают, по мнению упомянутых психологов, большую часть времени люди используют подтверждающее мышление.

## Воздействие

### Для финансов
Вследствие склонности к подтверждению инвесторы могут действовать с чрезмерной уверенностью, игнорируя какие-либо сигналы о том, что их стратегии приведут к потере денег. В исследованиях по политическим (избирательным) рынкам акций (то есть рынкам, привязанным к результатам выборов) инвесторы получали больше прибыли, если они не подвергались предубеждению. Например, участники, реагировавшие на выступление кандидата на должность нейтрально, а не как горячие сторонники, имели большую вероятность получить прибыль. Для нейтрализации влияния, подтверждающего предубеждения, инвесторы могут попытаться временно стать на противоположную точку зрения. В одной из техник они должны представить, что их инвестиции полностью провалились, и объяснить себе, почему так может произойти.

### Для физического и умственного здоровья
Психолог Реймонд Никерсон обвиняет склонность к подтверждению в неэффективных медицинских процедурах, веками использовавшихся до появления научной медицины. Если пациент выздоравливал, врачи считали лечение успешным, вместо того чтобы проверить альтернативные объяснения, например, завершившееся течение болезни. Предвзятое обобщение является фактором и в современной привлекательности альтернативной медицины, чьи сторонники воспринимают неподтверждённые доказательства её положительного влияния, однако чрезвычайно критичны к научным свидетельствам.
Когнитивная психотерапия, разработанная Аароном Беком в начале 1960-х годов, в последнее время стала популярным подходом.. Согласно Беку, фактором депрессии является предвзятая обработка информации. Его подход учит людей относиться к информации беспристрастно вместо селективного усиления негативных взглядов на жизни. Согласно исследованиям, фобии и ипохондрия также используют склонность к подтверждению, когда человек сталкивается с пугающей или опасной информацией.

### Для политики и юриспруденции

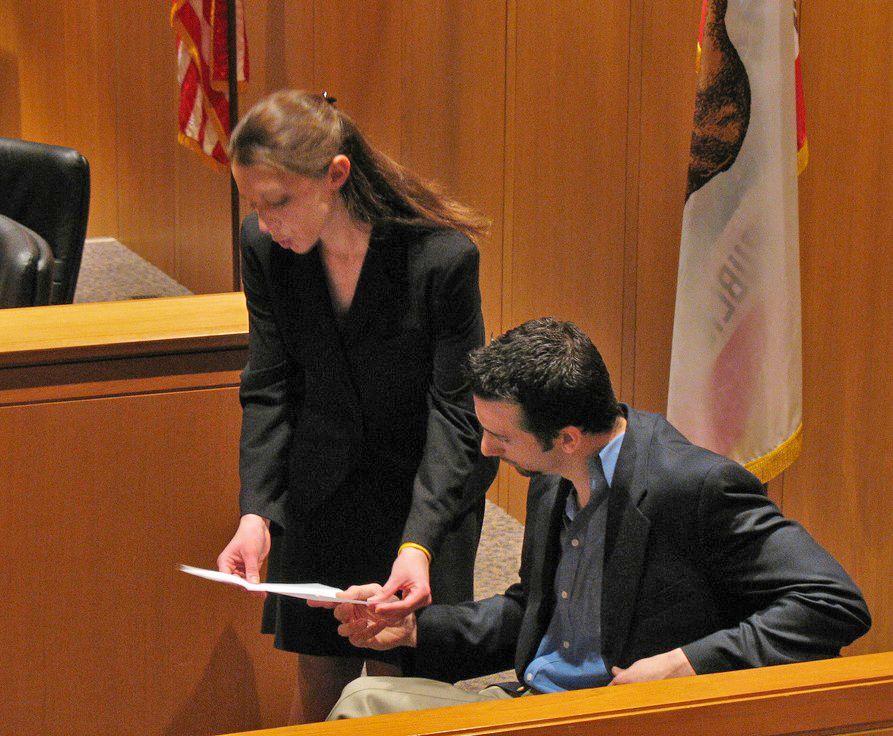
«Игровые суды» позволяют учёным изучать склонность к подтверждению в реалистичной обстановке.

Никерсон доказывает, что суждения в юридическом и политическом контексте порой подсознательно предвзяты, поэтому предпочитаются выводам, которые уже были приняты судьями, судом присяжных или правительствами. Поскольку доказательства или показания на суде присяжных могут быть сложными, неоднозначными, а присяжные часто принимают свои решения по вердикту достаточно рано в рамках процесса, то следует ожидать эффекта поляризации отношений. Эта гипотеза (что присяжные становятся более категоричными в своих взглядах по мере рассмотрения судом доказательств или свидетельств) была подтверждена в экспериментах с «игровыми судами» (ложные суды, которые используются для отработки адвокатами речей или для обучения студентов судебной практике). Склонность к подтверждению имеет влияние и в следственной системе уголовного правосудия в романо-германском праве, и сопернической (англ. adversarial) системе уголовного правосудия в англосаксонском праве.
Склонность к подтверждению может быть фактором в создании или продлении конфликтов — от эмоционально заряженных споров к войнам: интерпретируя доказательства и свидетельства в свою пользу, каждая из сторон конфликта может стать чрезмерно уверенной в том, что её позиция сильнее. С другой стороны, склонность к подтверждению может привести к игнорированию или неправильной интерпретации признаков начинающегося или зарождающегося конфликта. Например, психологи Стюарт Сазерленд и Томас Кида, каждый в отдельности, считали, что адмирал США Хасбенд Киммэль продемонстрировал склонность к подтверждению, когда не обратил внимания на первые признаки японского нападения на Пёрл-Харбор.
Американский профессор Филипп Тетлок в течение двух десятилетий осуществлял исследования политических экспертов (было собрано 28 тысяч прогнозов) и выяснил, что в целом их прогнозы незначительно отличались от случайных и были хуже, чем компьютерный алгоритм. Он разделил экспертов на «лис», которые придерживались разнообразных гипотез, и «ежей», которые были более догматическими. В целом прогнозы «ежей» были менее точными. Тетлок объяснял их неудачу склонностью к подтверждению — в частности, их неспособностью использовать новую информацию, противоречившую их теориям.

### Для паранормальных исследований
Одним из факторов привлекательности экстрасенсорных «считываний» является то, что те, кто обращается к экстрасенсам, используют склонность к подтверждению, согласовывая утверждения экстрасенса с их собственной жизнью. Когда экстрасенс говорит много неоднозначных утверждений, он даёт клиенту больше возможностей найти соответствие. Это одна из техник «холодного считывания», когда экстрасенс может предоставить субъективно впечатляющее описание клиента безо всякой первичной информации о нём. Известный канадско-американский иллюзионист и скептик Джеймс Рэнди сравнил расшифровку «считывания» и рассказ клиента о нём и отметил, что у клиента имело место выраженное селективное припоминание о «попаданиях».
Яркой иллюстрацией склонности к подтверждению в реальном мире (а не в лаборатории) Никерсон считает нумерологическую пирамидологию (практики поиска значений и знания в пропорциях египетских пирамид). Поскольку существует значительное количество обмеров, которые можно осуществить, например, в Пирамиде Хеопса, и множество путей для их комбинирования и интерпретации, то те, кто смотрит на данные выборочно, почти на 100 % найдут впечатляющую согласованность, например, с измерениями Земли.

### Для науки
Научное мышление отличается от других видов мышления поиском не только подтверждающих, но и опровергающих доказательств. Однако не раз в истории науки учёные сопротивлялись новым открытиям в результате селективной интерпретации или игнорирования «неприемлемых» данных. Предыдущие исследования показали, что оценка качества научных исследований особенно чувствительна к склонности к подтверждению, а именно — не один раз учёные выше оценивали исследования, результаты которых совпадали с предыдущими убеждениями этих учёных, нежели те, которые не соответствовали их убеждениям. Хотя в рамках научного мышления, если исследуемый вопрос существеннее, построение эксперимента правильнее, а данные чётко и полно описаны, то результаты важны для научного общества и не должны рассматриваться с предубеждением, независимо от того, соответствуют ли они текущим теориям или нет.
В контексте научного исследования склонности к подтверждению могут поддерживать теории или программы исследований, даже если доказательства в их поддержку недостаточны или противоречивы; особенно часто такое происходило в области парапсихологии.
Склонность к подтверждению у экспериментатора может потенциально повлиять на то, о каких данных он сообщает. Данные, которые идут вразрез с его ожиданиями, могут «отбрасываться» легче, что приводит к так называемому эффекту «ящика для документов». Для преодоления такой тенденции обучение учёных включает пути предупреждения этого предубеждения. Например, такие вещи, как планирование эксперимента для случайных контрольных проб (в сочетании с их систематическим просмотром), направлены на минимизацию источников предубеждений. Социальный процесс рецензирования коллегами также считается путём для уменьшения влияния предубеждений отдельных учёных, хотя само по себе рецензирование может подвергаться воздействию таких предубеждений. Таким образом, склонность к подтверждению может особенно вредить объективным оценкам тех результатов, которые не соответствуют гипотезе, поскольку предвзятые личности могут считать такие результаты слабыми по сути и не задумываться о необходимости пересмотра своих убеждений. Учёные, предлагающие что-то новое, часто сталкиваются с сопротивлением со стороны научного сообщества, а исследования по спорным результатам часто получает разгромные рецензии.

### Для самооценки
Социальные психологи идентифицировали две тенденции среди того, как люди ищут или интерпретируют информацию о себе: самоверификация, стремление закрепить или усилить имеющуюся самооценку, и самовалоризация, стремление получить положительную реакцию. Обе тенденции реализуются с привлечением склонности к подтверждению. В экспериментах, когда люди получали реакцию на себя, противоречившую их самооценке, они с меньшей вероятностью обращали на неё внимание или запоминали, чем когда получали подтверждающую реакцию. Они уменьшали влияние такой информации, интерпретируя её как ненадёжную. Похожие эксперименты показали, что люди предпочитают положительную реакцию и людей, которые реагируют соответствующим образом, отрицательной.

## Комментарии
1. ↑  Генетик Дэвид Перкинс придумал термин «предубеждение моей стороны», когда ссылался на предпочтение «моей» стороны проблемы. (Baron 2000, С. 195)
2. ↑  Текст в процитированной статье: Тухман (1984) описала форму реализации склонности к подтверждению в процессе оправдания политики, принятой правительством: «Если какая-либо политика была принята и введена, все последующие действия являются усилиями по её оправданию» (с. 245), на примере политики, которая привела к участию США в войне во Вьетнаме, где армия США присутствовала 16 лет, несмотря на многочисленные доказательства, что с самого начала это не было оправданным.

Твердолобость, источник самообмана, — это фактор, который имеет на удивление большую роль в правительстве. Он состоит из оценки ситуации в терминах ранее устоявшихся мнений о ней, полностью игнорируя или отвергая любые противоположные точки зрения. Это — действовать как хочешь, одновременно не позволяя себе отвлекаться на факты. Его вершиной является утверждение историков о Филиппе II Габсбургском, чья твердолобость превзошла твердолобость всех правителей: «ни один пример провала его политики не ставил под сомнение его веру в присущее этой политике совершенство». (с. 7)

Глупость, по её мнению, является одной из форм самообмана, характеризуется «настоянием на мыслях, которые укоренились, независимо от доказательств противного». (с. 209)
3. ↑  «Предубеждение ассимиляции» — другой термин, используемый для предвзятой интерпретации информации. (Risen & Gilovich 2007, С. 113)
4. ↑  Он также использовал термин «предупреждение верификации». (Poletiek 2001, С. 73)